# Metsantan Pass
Metsantan Pass är ett bergspass i Kanada.   Det ligger i provinsen British Columbia, i den centrala delen av landet, 3 700 km väster om huvudstaden Ottawa. Metsantan Pass ligger 1 273 meter över havet. Det ligger vid sjön Metsantan Lake.
Terrängen runt Metsantan Pass är huvudsakligen kuperad. Metsantan Pass ligger nere i en dal. Trakten runt Metsantan Pass är nära nog obefolkad, med mindre än två invånare per kvadratkilometer.. Det finns inga samhällen i närheten.